# Gjegjan
Gjegjan is een plaats en voormalige gemeente in de stad (bashkia) Pukë in de prefectuur Shkodër in Albanië. Sinds de gemeentelijke herindeling van 2015 doet Gjegjan dienst als deelgemeente en is het een bestuurseenheid zonder verdere bestuurlijke bevoegdheden.

## Bevolking
In de volkstelling van 2011 telde de (voormalige) gemeente Gjegjan 2.846 inwoners, een daling ten opzichte van 5.820 inwoners op 1 april 2001. Dit komt overeen met een gemiddelde bevolkingsgroei van −6,6% per jaar.

### Religie
In de volkstelling van 2011 waren alle religieuze inwoners lid van de Katholieke Kerk. 
| Plaats  | Bevolking (2011) | Islam (%) | Katholiek (%)  | Orthodox (%) | Bektashisme (%) |
| ------- | ---------------- | --------- | -------------- | ------------ | --------------- |
| Gjegjan | 2.846            | - (-)     | 2.635 (92,60%) | - (-)        | - (-)           |